# البوو لیک، گرنت کاونتی، مینه‌سوتا
البوو لیک، گرنت کاونتی، مینه‌سوتا (به انگلیسی: Elbow Lake, Grant County, Minnesota) یک شهر در ایالات متحده آمریکا است که در مینه‌سوتا واقع شده‌است.

## خصوصیات
البوو لیک ۴٫۴۶ کیلومترمربع مساحت و ۱٬۱۷۶ نفر جمعیت دارد و ۳۷۲ متر بالاتر از سطح دریا واقع شده‌است.